# Jaime Espinel
Jaime Espinel (Medellín; 1940 - ib.; 6 de abril de 2010) fue un escritor, poeta y cronista colombiano, cofundador con Gonzalo Arango, Jaime Jaramillo Escobar, Eduardo Escobar, Patricia Ariza y otros poetas del movimiento Nadaísta o Nadaísmo, grupo de escritores y artistas que hacia la década de 1970 intentó expresar el inconformismo literario, e incluso moral y social de la juventud de la época.
Su obra narrativa se reconoce especialmente por la incorporación del habla popular de su ciudad a la ironía, el juego verbal, la riqueza expresiva que sus cuentos y crónicas despliegan. Residió en los Estados Unidos durante varios años y fue incluido en numerosas antologías de Hispanoamérica y de Colombia. Sus temas preferidos fueron el jazz, la rumba, la noche, los inmigrantes latinoamericanos, el sexo, la criminalidad lumpen entre otros.

## Obras
- 1975 - Esta y mis otras muertes. (Cuentos)
- 1981 - Agua de luto. (Cuentos)
- 1986 - Manrique's Micros y otros cuentos newyorkinos. (Cuentos)
- 1990 - Alba negra.
- 2001 - Cárdeno Réquiem entre toda la eternidad menos un día.
- 2008 - Desastre escarlata.